# کامی برت
کامی برت (انگلیسی: Camille Bert; ۲۷ دسامبر ۱۸۸۰ – ۱۸ ژوئن ۱۹۷۰) بازیگر اهل کشور فرانسه بود. از فیلم هایی که او در آنها بازی کرده میتوان به مأموریت ویژه اشاره نمود.